# Bà già Noel
Bà già Noel (tiếng Anh: Mrs. Claus) là vợ của ông già Noel trong truyền thuyết. Theo phong tục Giáng sinh phương Tây, bà già Noel cũng làm việc phát quà tặng giống như chồng mình.
Trong tiếng Anh, nhân vật này có nhiều tên gọi khác nhau, như Mrs. Santa Claus, Mrs. Santa, Mother Christmas và Mrs Christmas.

### Thế kỷ 19

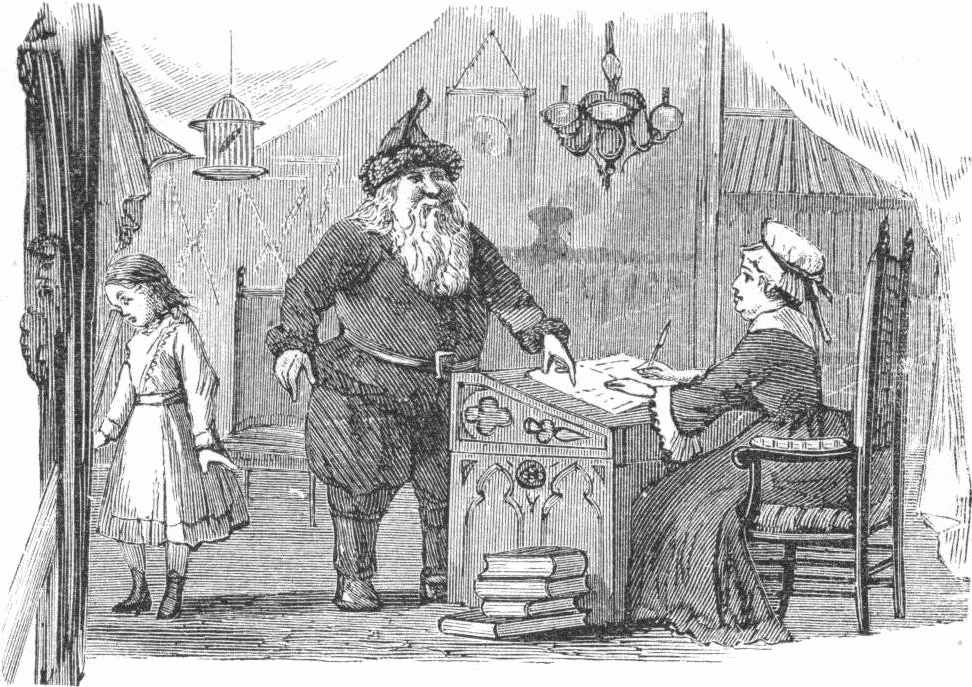
Người giữ sổ thống kế trẻ ngoan trẻ hư, truyện "Lill's Travels in Santa Claus Land", 1878

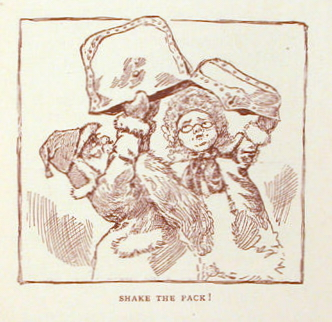
Tranh minh hoạ cho Goody Santa Claus on a Sleigh-Ride, 1889